# Новокороткино
Новокоро́ткино (рос. Новокороткино) — присілок у складі Колпашевського району Томської області, Росія. Входить до складу Чажемтовського сільського поселення.

## Населення
Населення — 30 осіб (2010; 73 у 2002).
Національний склад (станом на 2002 рік):
- росіяни — 73 %